# Az eli benzinkútnál történt lövöldözés (2023)
Az első lövöldözés az eli benzinkútnál egy palesztin terrortámadás volt, amelyet két terrorista követett el 2023. június 20-án az Eli mellett, Benjámin északi részén található benzinkútnál. A támadásban négy izraeli civil életét vesztette; további négyen megsebesültek, egyikük súlyosan, ketten közepesen és egy könnyebben. A két terrorista, aki a merényletet végrehajtotta, életét vesztette, az egyikük a helyszínen, a másik pedig az azt követő üldözésben.
Néhány hónappal később egy újabb lövöldözés történt ugyanazon a helyszínen.

## Háttér
A merényletet megelőző hónapok során nőtt a terrorista cselekmények száma Somronban. Ennek következtében az izraeli hadsereg fokozta a letartóztatásokat, és a merényletet megelőző napon két terroristát tartóztattak le Dzsennínben. A csapatok kivonulásakor lövöldözés tört ki, amelyben hét izraeli katona megsebesült, hat terrorista meghalt és további tíz megsebesült.

## A merénylet
A merénylet körülbelül 16:15-kor történt. Két terrorista, Muhannad Shahadeh és Khalid Mustafa Abd al-Latif Sabah, Urif lakói és a Hamász aktív tagjai, akik korábban terrorizmusért börtönbüntetést töltöttek Izraelben és szabadlábra kerültek, autóval Benjámin északi részén lévő Eli bejáratához érkezett. A terroristák tüzet nyitottak Eli biztonsági őrére, és közepesen megsebesítették. Ezután keletnek haladtak, beléptek a közeli benzinkútba, és tüzet nyitottak a "Humus Eliyahu" étteremre a komplexumban. A lövöldözés folytatódott a benzinkútnál, emberekre lőttek, miközben a kijárat felé sétáltak, amikor az egyik terroristát lelőtték. Öt embert megsebesítettek, közülük néhányat életveszélyesen, és rövid időn belül négyen meghaltak. Az áldozatok: Elisheva Antman (18), Ofer Fairman (63) mindketten Eli lakói, Hillel Menachem Yaniv (21) Yad Binyamin lakosa és Nahman Shmuel Mordoff (17) Ahiya lakosa.
Egy biztonsági járőr a településről, aki a helyszín közelében volt, saját fegyverével lelőtte az egyik terroristát. A másik terrorista egy ellopott kocsival menekült el a benzinkútról, egy idő után otthagyta a kocsit az M-16-os puskájával, amellyel a merényletet elkövette, és Dzsennin felé taxiba szállt. Az izraeli hadsereg további terroristáktól tartva kutatást folytatott a területen, és utasította Eli lakóit, hogy maradjanak otthonukban. Körülbelül kétórás üldözés után, amelyet a Shin Bet vezetett, az izraeli különleges erők megölték a második terroristát, amikor taxiban tartózkodott Tubas közelében.

## A merénylet következményei
A Hamász szóvivője, Hazem Kassem bejelentette, hogy a két terrorista a Hamász katonai szárnyának tagja volt, és azt állította, hogy a merénylet bosszú volt az egy nappal korábbi izraeli hadművelet miatt Dzsennínben. Nábulusban és Dzsennínben édességeket osztogattak, amikor híre ment a merényletnek.
A merényletet megelőző hetekben történt számtalan terrorcselekmény és merényletkísérlet miatt Samaria Regionális Tanácsának elnöke, Yossi Dagan széleskörű katonai offenzívát követelt Észak-Samariában a terror ellen, a Védőfal Terv méretében. A merénylet után kormánytagok és ellenzékiek is csatlakoztak a felhíváshoz.

### Katonai válasz
A merénylet után az izraeli hadsereg további három ezreddel erősítette meg a jeruzsálemi és szamariai övezeteket. Azon az éjszakán az izraeli hadsereg feltérképezte a két terrorista házait Urif falujában, hogy előkészítse azok lerombolását. Joav Gallant védelmi miniszter utasította a palesztin területeken működő kormánykoordinációs tábornokot, Rassan Aliánt, hogy vonja vissza a terroristák családtagjainak izraeli belepési és munkavállalási engedélyeit.
Másnap az izraeli hadsereg célzott likvidálást hajtott végre egy pilóta nélküli légi jármű segítségével, és megölt három palesztin terroristát, akik Dzsennin közelében egy terrortámadásra készültek. Ez volt az első célzott likvidálás a levegőből Júdeában és Szamariában a második intifáda óta, és az izraeli hadsereg azon javaslata nyomán történt, hogy „emeljék a tétet” annak érdekében, hogy visszaállítsák az elrettentést Észak-Szamariában az elrettentő erő csökkenése miatt, amely a dzsennini összecsapásban és az eli merényletben nyilvánult meg.